# Borek (powiat zielonogórski)
Borek – wieś w Polsce położona w województwie lubuskim, w powiecie zielonogórskim, w gminie Trzebiechów. Według danych na wrzesień 2009 roku wieś zamieszkuje 129 osób.
W latach 1975–1998 miejscowość należała administracyjnie do województwa zielonogórskiego.
We wsi znajduje się przystanek autobusowy.